# 迪特基夫齊 (特諾皮爾州)
49°44′32″N 25°30′28″E / 49.74222°N 25.50778°E
迪特基夫齊（羅馬化：Ditkivtsi）是烏克蘭的村落，位於該國西部捷爾諾波爾州，由捷尔诺波尔区負責管轄，處於韋爾霍溫卡河畔，距離姆沙內茨1公里，始建於1670年，面積1.27平方公里，2001年人口419。